# Айдарбек
Айдарбек — село в Жайылском районе Чуйской области Кыргызстана. Входит в состав Ак-Башинского аильного округа. Код СОАТЕ — 41708 209 822 02 0.

## Население
| год     | 2009 | 2014 | 2015 |
| ------- | ---- | ---- | ---- |
| человек | 466  | 778  | 776  |